# Abraham von Bailliodz
Abraham Franz von Bailliodz (* Oktober 1736 in Môtiers-Travers, Kanton Neuchâtel; † 13. August 1815 in Treptow an der Rega) war ein preußischer Generalmajor.

## Leben

### Herkunft
Abraham war der Sohn von Johann von Bailliodz, Landedelmann von Môtiers-Travers, und dessen Ehefrau, einer geborenen von Beauvret.

### Militärkarriere
Bailliodz besuchte ab 21. September 1751 die Kadettenanstalt Berlin und wurde dann am 28. August 1756 als Estandartenjunker im Kürassierregiment „Markgraf Friedrich“ Nr. 5 der Preußischen Armee angestellt. Mit dem Regiment nahm er während des Siebenjährigen Krieges an den Kämpfen bei Prag, Breslau, Kunersdorf, Liegnitz, Torgau, Freiberg und Brandt, sowie der Belagerung von Schweidnitz teil. Bei Leuthen, Kay und Meißen wurde Bailliod jeweils verwundet. Während des Krieges war er am 12. Januar 1757 Kornett und am 23. Mai 1760 Leutnant geworden.
Mitte Juni 1772 folgte seine Beförderung zum Stabsrittmeister. Als Rittmeister und Kompaniechef beteiligte sich Bailliodz 1778/79 am Bayerischen Erbfolgekrieg. Im weiteren Verlauf seiner Militärkarriere stieg Bailliodz am 10. Juni 1792 zum Oberst auf und wurde als solcher am 1. März 1798 Kommandeur des Kürassierregiments. Da der Regimentschef Ludwig von Württemberg am 22. März 1800 ausgeschieden war, blieb das Regiment zunächst vakant. Bailliodz wurde jedoch vom König Friedrich Wilhelm III. mit der Führung beauftragt. Er beförderte ihn am 20. Mai 1800 mit Patent vom 21. Mai 1800 zum Generalmajor und ernannte Bailliodz schließlich am 2. Oktober 1800 zum neuen Regimentschef. Anlässlich einer Revue am 28. Mai 1804 wurde Bailliodz für seine Verdienste mit dem Orden Pour le Mérite ausgezeichnet.
Aufgrund seines Gesundheitszustandes dimittierte Bailliodz am 2. September 1806 mit einer jährlichen Pension von 1000 Talern.
Er verstarb unverheiratet.